# 秦时明月动画角色列表
《秦时明月》是玄机科技制作的三维武侠动画，改编自温世仁的同名小说，于2007年在中国大陆播出。故事设定在秦朝，讲述了一位懵懂无知的少年荆天明成长为盖世英雄的故事。
本条目为其角色列表。
简略表记：I=百步飞剑 II=夜尽天明 III=诸子百家；“.”后为集数

## 创作与构思
动画的男女主角荆天明与高月，分别对应着片名中的“明”与“月”。
动画总导演沈乐平曾在《秦时明月动画设定集1》中提到自己最喜欢的角色是天明，“天明这个角色在片里面，应该说是一个武功很差，而且脑子也不是很聪明的孩子，但他最大的优点就是充满勇气、不怕失败！而且他的目标就是不断变强，从他的几个特点上来看，和我们玄机科技以及整个制作团队都有很多类似的地方。我们这个团队也是一样，可能并不是有很好的基础、有非常优越的环境、或是有很丰富的从业经验，但大家都非常有勇气地敢于突破了这些困难之后才能达成的，在很多影视作品中都可以看到，主角正是在经历了大量磨难和战胜了很多困难后才会慢慢变强，这正是天明的特点，同时也是我们《秦时明月》团队的特点。”

## 主角

### 荆天明
第一男主角。荆轲、丽姬之子。由于身世原因被秦王追杀。后跟随纵横家盖聂学习剑术。对盖聂敬仰，渐生父子之情。为人精灵古怪而又有些不知天高地厚，有很强的正义感，十分珍视同伴。迷离的身世牵动着整片大地的风云变幻。武功有很大潜力。在墨家禁地选择“侠道”，通过铜人阵，得到墨门至尊武器“非攻”（在第4部中被大司命夺走。），可以变成各种形式，最为平常的就是“剑”、“弓弩”、“飞天索”、“盾牌”、“回旋镖”等。后墨家巨子燕丹临死前将全部功力、巨子之位与历代墨家巨子的信物“墨眉”传给了天明。喜欢燕国高月公主。之后为救出月儿，与少羽、石兰在蜃楼上展开新的冒险。（名字及荆轲、丽姬之子的身份在片中仅隐晦提及，在官方人物关系图中完整提及。）
专长：非攻机关术
武功：鬼谷吐纳术、解牛刀法、百步飞剑、烤鸡九式、雪后初晴
武器：墨家非攻；墨眉。
配音：洪海天（I.1）→冯骏骅（I.2-）、赵路（青年）

### 项少羽 （项羽）
本名項籍，字羽，因年少故稱“少羽”，楚国名将項燕之孫，天赋异禀，有千斤拔鼎之神力。智勇双全，少年霸王，年纪虽小，临阵决敌却已有大将之风，是天明的好朋友，同时也是竞争对手。在墨家禁地选择“王道”一關，破了“墨攻棋阵”，经过智谋上的垂死挣扎獲得破陣霸王槍，枪柄可自由伸缩，枪头刻有龙形雕饰。擁有战场上最让敌人闻风丧胆的七海蛟龙甲，如同蛟龙游入大海，在敌人的阵营里盘旋翱翔，从万军丛中斩获敌将头颅（于秦灭楚之战中遗失。后被腾龙军团拾回，并于动画第4部第17集归回少羽。）。即《史记·项羽本纪》中的西楚霸王项羽。在第三部《诸子百家》第2集中由蒙恬之口说出。之后与天明、石兰在蜃楼上展开新的冒险。
武功：破阵、横扫千军、万人敌
盔甲：七海蛟龙甲
武器：破陣霸王槍
配音：沈达威（少年）、戴超行（青年）

### 高月
天真无邪，温柔婉约。来自已经灭亡的燕国，身分是燕国公主，燕太子丹的女儿，和普通人一样过着平常的生活，但言谈举止间却有一股与生俱来的高贵气质，她精通药理，是端木蓉的得力帮手，和天明互相愛慕，她并没有武功，但是在阴阳巫术方面有着非比寻常的天赋。后被月神带入阴阳家，得知真名姬如，字千泷。
能力：炼金术、占星律、魂兮龙游
配音：黄笑嬿（I.3-4）→黄怡晴（I.5-II）→罗玉婷（III）

### 石蘭（虞姬）
少羽的青梅竹馬，蜀山公主，真名小虞。于丁胖子的客棧中打雜的小伙計，外表柔弱，但深藏不露，輕功了得，真实身份是蜀山的虞渊护卫之一，有一双冰冷的眼眸，内心有很强的正义感和民族信仰。与少羽互相喜歡。之后与天明、少羽在蜃楼上展开新的冒险。
武功：腾挪格斗术、蛇蛊术、一叶障目、巫山朝云
坐骑：小黑，体型巨大、速度极快的四岁雌性黑豹。
配音：洪海天

## 诸子百家

### 纵横家
纵横家首领为鬼谷子，有纵剑术传人盖聂（原型为战国末期剑客）与横剑术传人卫庄。卫庄为盖聂同门师弟，最大的目标就是击败盖聂，继承鬼谷绝学。他同时也是刺客组织“聚散流沙”与“逆流沙”的首领。盖聂为秦宫护卫，人称“剑圣”，后带领荆天明叛出秦国，遭到通缉。卫庄配音主要为吴磊，盖聂配音为刘钦。
- 鬼谷子

配音：刘钦
江湖中泰山北斗级的前辈人物，纵横家上一任掌门人。精通纵横之术，对兵法、奇门八卦、天文地理都广有涉略。
专属招式：纵剑术必杀·百步飞剑
- 盖聂（读音gě niè）

配音：刘钦
纵剑术传人，在江湖享有“剑圣”等称号，气质从容淡定，处事冷静。被称为秦国最强的剑客，但是却意外地从秦国叛逃，带着故人之子天明，亡命天涯。剑术出神入化，佩带名剑“渊虹”，折断后改用木剑。前期对端木蓉产生的只是感谢，后期却对端木蓉有了爱慕之情。由《史记》中记载的真实人物艺术化而成。
武功：鬼谷吐纳术、百步飞剑、长虹贯日
武器：淵虹。原是第一名劍殘虹，殘虹去掉戾氣後成了淵虹，蓋聶是殘虹的第三使用者。
- 卫庄

配音：吴磊
横剑术传人，“流沙”首领，浑身充满邪气与霸气，最大目标是打败师哥盖聂，证明自己的实力，继承鬼谷绝学，为此他一度与秦朝合作，在墨家机关城与盖聂一战，实力难分伯仲。后在韩国故人张良的劝解下，与盖聂、墨家等反秦势力达成暂时的利益合作关系。
武功：鬼谷吐纳术、百步飞剑、横贯四方、横贯八方
武器：鲨齿。；蚩尤剑（《秦时明月3D电影龙腾万里》）

### 墨家
“天下皆白，唯我独黑。非攻墨门，兼爱平生”，墨家始创于墨子，历代首领称“鉅子”，由上一任巨子指定或众头领推举产生，并要最终通过机关城禁地中的层层考验。墨家弟子中精于武艺者称为“墨侠”，奉守“非攻，兼爱”的要旨，擅长机关构造之术。墨家弟子行侠仗义，常以墨门绝学非攻机关术助他国守城为世人称道，是侠义精神的代表。每代墨家鉅子都拥有佩剑墨眉。前任巨子神秘莫测，神龙见首不见尾，世上没有几人知道他的真实身份（实际就是燕太子丹），后中了阴阳家的六魂恐咒，无法医治，最终留在崩溃的墨家机关城里，结束自己的生命。也是《史记》所记载的真实人物。
配音：游军、苏东生（I）→孙晔（III）。
- 荆天明

配音：洪海天（I.1）→冯骏骅（I.2-）
現任墨家鉅子，參照#主角。
- 高月

配音：黄笑嬿（I.3-4）→黄怡晴（I.5-II）→罗玉婷（III）
參照#主角及#阴阳家。
- 六指黑俠

配音：郭易峰
比燕丹再前一任的墨家鉅子，因右手有六指而得名。阴阳家五大长老联手也拿不下，但后来却突然失踪不见，消失于众人的视野，江湖传闻被卫庄杀死，实际是死于阴阳家东君焱妃的六魂恐咒。
- 荆轲

配音：孙晔
主角荆天明之父，战国末期人，酷爱读书击剑，周游列国，为人仗义豪爽，结识了许多豪侠义士，被小高说成：“没想到这世上还真有要酒，不要命的人。”后受命于燕太子丹，身负刺秦大任，与众友易水相别，留下千古名句“风萧萧兮易水寒，壮士一去兮不复还”。后刺秦未遂，江湖传言为盖聂所杀。
武功：五步绝杀、醉仙四式
武器：殘虹。荊軻是殘虹的第一使用者，荊軻行刺失敗後，殘虹被秦王拿走。
- 端木蓉

配音：李敏妍（I.3-4）→洪海天（I.5-10）→李敏妍（II-）
清丽脱俗，冷若冰霜。医术高超， 墨家医仙， 独居在风景秀丽的镜湖药庄。武器是银针。对来自秦国的盖聂有强烈的敌意，后期对盖聂有了爱慕之情。与盖聂互相爱慕。
武功：花雨银针
武器：银针
- 高渐离

配音：谢添天（II）→沈磊（III）
琴师，墨家第二高手，仅次于墨家鉅子，气质忧郁高雅，其击筑曲目“阳春”与雪女的歌声“白雪”在燕国堪称一绝，当年与荆轲一见如故，结为知己，后易水河畔，一曲【风萧萧兮易水寒，壮士一去兮不复还】流传千古。使用武器，名剑水寒。也是《史记》所记载的真实人物。
武功：易水寒
武器：水寒劍
乐器：筑、号钟琴
- 雪女

配音：洪海天（I）→罗玉婷
燕国最秀美清丽的歌姬。美妙的歌喉唱出一曲“白雪”，据说能够让最铁石心肠的人落泪，卖艺不卖身，笑傲王侯，也是高渐离的情人，虽然没有结为夫妻，但两人情深意真，生死相随。
武功：白雪、凌波飞燕
武器：绸带、玉箫
- 班大师

配音：苏东生（I.1）→袁国庆（I.2-II）→倪康（III）
墨家统领中地位最高者之一，机关术，木匠出身。由于幼年的一次意外导致失去一条手臂，从此开始钻研和制造各种机关。他第一件成功的作品就是为自己造了一条机关手臂。他的愿望是能够制造出一种在空中飞行一天一夜的机关鸟，他做了大量的实验，但一直是以失败告终，大铁椎最喜欢拿这一点取笑他，不过他很有耐心。
专长：非攻机关术
武器：机关手
- 徐夫子

配音：苏东生（I-II）→邹亮（III）
枯瘦老者，著名的铸剑师，精通采五金融和青铜的冶剑技术，举世闻名的神剑墨眉就是出自他的手中。但让他一直耿耿于怀的就是天下第二的名剑“渊虹”，那是他母亲（由历史上的男铸剑师徐夫人艺术化而成）的作品，他一直渴望在有生之年，能够炼出一把超越渊虹的神兵利刃。
- 盗跖

配音：贾志超（I）→崔巍（II-）
天下第一神偷，身材纤瘦，擅长飞檐走壁，轻功卓越，生性油滑，好色，愛慕端木蓉，後來受命突圍，衝過衛莊等人的關卡，立下大功。
武功：电光神行步
武器：瞬飞轮
- 大铁锤

配音：苏东生（I）→刘彬（II）→胡谦（III）
身材异常魁梧，墨家中性格最为急躁爆烈的男子。使用一柄带有链条的巨型大铁锤，原本是燕国的下级军官，由于脾性难以与同僚相处，屡遭迫害，险些在战场上作为诱饵牺牲掉，被墨家鉅子救出，从此死心塌地追随。
武功：雷神拳
武器：雷神锤
- 庖丁

配音：符冲
憨厚开朗的大胖子，一位烧遍天下美食的名厨，可以一人包办儒家上下近千人的餐饮大事。他的解牛刀法不仅可以用来切菜，更是神秘莫测的高深武功。
武功：解牛刀法
武器：菜刀

### 阴阳家
“太极玄一，阴阳两气”。（距故事开始）五百年前，阴阳家脱离道家，剑走偏锋，自成一派，追求天人极限，创出了很多威力巨大的招术，世代也有俊杰辈出。但其高深莫测的阴阳咒印却又在上百年前失传了，所以能够诊断和解开阴阳咒术的人也已经几乎找不到了。角色名稱來自於屈原《楚辞·九歌》中的一种远古歌曲。
- 东皇太一

配音：贾邱（Ⅲ）
阴阳家最高头领，神秘莫测，阴森诡异，总是带着黑色面具，一身黑袍遮身，无人见过其真面目，也没人见过他真正的实力。
- 月神

配音：冯骏骅（Ⅰ-Ⅱ）→王静文（Ⅲ）→冯骏骅（Ⅳ）
阴阳家右护法，本姓姬。秦始皇最信任的阴阳家大巫，秦国两大护国法师之一，精通占星，有预感能力，同时还具有控制他人精神和未可知的破坏力。行踪言辞神秘。
能力：封眠咒印、魂兮龙游、控心咒、易魂法、移魂术
- 星魂（甘羅）

配音：吴磊（Ⅲ-Ⅳ）
本名甘羅。阴阳家左护法，阴阳家的少年天才，秦国两大护国法师之一。无论在武学修为还是阴阳数术方面都已达到了常人穷尽一生都无法到达的高度。
能力：聚气成刃、阴阳傀儡术、读心术、尸神咒蛊、魂兮龙游
- 姬如千泷

配音：张玥（Ⅳ）
即高月，原属墨家，被月神虏走，消去记忆，被东皇太一告知了真名姓“姬”，名“如”，字“千泷”，后作为阴阳家重要人物与月神一同登上蜃楼。继承姬姓千年血统，同时也牵系着一个关乎天下的重要秘密，是解开“苍龙七宿”的关键人物之一。《诸子百家》第34集《蜃楼》中首次以阴阳家造型出现。
- 云中君（徐福）

配音：海帆（Ⅲ-Ⅳ）
本名徐福。阴阳家五大长老之首，地位仅次于两大护法，掌管五行派系中的金部。精通于炼丹之术，并且小有成就，曾经治好了秦始皇偏头痛的顽疾，因此备受一心想要求取长生不老的秦始皇所器重。他擅长炼金奇术，向秦始皇描绘海外仙山仙人传说，于是帝国集重金，花费多年，集公输家族（霸道机关术）和阴阳家两派之大成，建造巨船“蜃楼”，并被任命为蜃楼船主。
能力：炼金术、幻境决
招式：巨灵幻像
丹藥：御鬼丹（离魂丹、失魂落魄散）、真人丹（清疏丹）、聚仙丹
武器：天照
- 大司命

配音：范楚绒（Ⅲ）→黄莺（Ⅳ）
阴阳家五大长老之一，掌管五行派系中的火部。追杀叛逆或异己分子的死亡使者之一，外表妖艳动人，手段阴辣狠毒，擅长使用幻术迷惑敌人。她的双手由于常年修炼阴阳秘术——阴阳合手印，而变得犹如火焰般赤红，并且呈现出奇异的银色花纹，指甲漆黑如墨，诡异之极。
能力：阴阳合手印（阴阳合气手印）、骷髅血手印、六魂恐咒
- 少司命

配音：陈奕雯（畅游RPG手游《秦时明月2》首部概念宣传视频，未正式应用）
阴阳家五大长老之一，掌管五行派系中的木部，可以令植物复苏。令人闻风丧胆的死亡使者之一，性情冷漠，总是以面纱遮面，传说她美若天仙，但这世上还没有人见过她面纱之下的真实面目。
能力：万叶飞花流、九宫移魂术
- 湘君

配音：刘北辰
俗名舜。阴阳家五大长老之一，掌管五行派系中的土部。和湘夫人是夫妻。所修炼的土术“皇天后土”，与娥皇修炼的水术“白露欺霜”相克，与女英修炼的水术“上善若水”能相交融汇。在动画手游特别篇《秦时明月之帝子降兮》作为男主角。
能力：皇天后土
- 湘夫人

配音：陈奕雯
俗名娥皇或女英。阴阳家五大长老之一，掌管五行派系中的水部。湘君的妻子。娥皇修炼的水术“白露欺霜”，与舜修炼的土术“皇天后土”相克。而女英修炼的水术“上善若水”，能与舜修炼的土术“皇天后土”相交融汇。在动画手游特别篇《秦时明月之帝子降兮》作为女主角。
能力：白露欺霜、上善若水
- 小灵

配音：李正翔
阴阳家水部男弟子，资质高于普通弟子的“五灵玄同”之一，对同为“五灵玄同”的一个木部女弟子感兴趣。真实身份是为了寻找妹妹小衣而潜入阴阳家五年的道家天宗弟子。后事情败露，无法使用九水风起并自愿被那名木部女弟子用万叶飞花流击杀。而那名木部女弟子则晋升为阴阳家五大长老之一的“少司命”。參照#道家。
能力：九水风起、万川秋水
- 楚南公

配音：刘鹏
參照#大秦王朝。动画第4部第18集中曾诠释少羽名字“羽，可以乘风化云，翱翔九天；羽，又是两个刃字合二为一，两把利刃，一把朝外，一把朝里”暗示其日后福祸交织、吉凶难卜的经历。又提醒少羽“土水而雄、火土而霸、木火而险、金水而危”，分别暗示后来：巨鹿离土，背水一战，项羽称雄；火烧阿房，化为焦土，项羽称霸；刘邦火烧栈道，楚汉相争开始，危险来临；项羽乌江自刎。动画第5部第19集中对曾通过龙且，对项氏一族预言，要想成就霸业，必须找到传承兵家之道、象征“风林火山”的四个人。分别指代表楚国项氏一族的首領项羽麾下的四名得力将领——钟离眛、英布、龙且、季布。
原型：楚国的南公与秦末的黄石公
- 东君焱妃

配音：冯骏骅（截至动画第5部第3集） →唐夙凌（动画第5部第28集起）
美丽高贵的前燕国太子妃，女主角高月公主（姬如千泷）的生母，号称“阴阳术第一奇女”，位居阴阳家东君，地位介于首领东皇太一和两大护法之间，位在月神之上，实力深不可测，为了“苍龙七宿”的任务而以“绯烟”的名字接近在秦国做人质的燕丹，却逐渐与燕丹相爱，放弃原有身份，跟随燕丹逃离秦国，成为燕国的太子妃，并生下高月（姬如千泷）。燕亡后成为阴阳家的囚犯，是门派内部谈论的禁忌。參照#燕国势力。
能力：占星律、六魂恐咒、魂兮龙游

### 儒家
儒家第一代宗师为鲁国的孔子，他精通六艺之术，提倡“仁爱”的王者之道，天下人无不敬仰，自被誉为“圣者”以来，儒家已流传几百年，期间不断发展壮大。孟子之后，武艺高强的儒者被称为“儒侠”。儒侠们怀揣着“修身、齐家、治国、平天下”的理想，逐渐成为诸子百家中最受世人推崇的一派，与墨家并称为当世两大显学，然而论门下弟子的整体实力和数量而言，儒家还在墨家之上。儒墨两家虽同为济世救民，然理念、作为却又多有不同。
- 荀子

配音：王肖兵
齐鲁三杰的师叔，名况，字卿。别名荀子、荀夫子、荀卿。是一位仙风道骨，神清气俊的长者高人，继孔子和孟子之后的一位儒学大家，更是两位法家著名代表人物——李斯、韩非的授业老师。喜好花草、精通围棋。脾气古怪，为人严苛，连颜路这样谨慎、温和的人有时也会被他骂得狗血淋头，对一向不按规矩办事的张良反而颇为赞赏。暗中帮助以墨家为首的反秦联盟。自称没有武功，但动画第5部第12集中，证实了荀子不但有武功，而且还是个深藏不露的高手。
- 伏念

配音：刘鹏（Ⅲ）→海帆（IV-V正片）→刘北辰（Ⅳ第13集样片）
儒家现任掌门，推崇王道治国，独创圣王剑法，外形高雅，气度不凡，对于儒家学说和天下大事有着强烈的使命感，并一直努力将儒家发扬光大。
武功：圣王剑法
武器：太阿
- 颜路

配音：蒋可（Ⅲ）→夏磊（IV及动画全衍生游戏）
儒家第二高手，安之若怡，无攀比之心，为人处世淡泊。
武功：坐忘心法
武器：含光
- 张良

配音：蒋可（Ⅲ第2集样片）→翟巍
字子房，齐鲁三杰中排行第三，胸怀大志，洒脱不羁，智谋超群，精于算计，诡招百出，善于审时度势，虽为儒家弟子，性格、见识上却与墨家慷慨济世的教义相投。动画第3部第29集中，项氏一族谋士范增在小圣贤庄与张良连下十六局围棋，八胜八负，棋逢对手、战局正酣，正欲再来一个决胜局，却因张良有事而不得不相约择日再战。此“决胜局”暗示后来的楚汉相争，二人作为双方的主要谋士，在“鸿门宴”等一系列事件中的智谋比拼。
武器：凌虚
- 韩非

參照#法家。
- 李斯

配音：刘钦（I.1）→游军（I.2-10）→刘钦（II）→符冲（III）
參照#法家及#大秦王朝。
- 子聪

配音：王梓（Ⅲ）→贾志超（Ⅳ）
儒家众弟子中的佼佼者，口才伶俐，谦虚有礼，深得几位师尊赞赏。
- 子慕

配音：骆妍倩（Ⅲ-Ⅳ）
儒家弟子，争强好胜，虽在师尊面前装乖学生，私下却经常欺负弱小。
- 子游

儒家弟子。

### 法家
中国历史上提倡以法制为核心思想的重要学派，《汉书·艺文志》列为“九流”之一。历代法家以上古神兽“獬豸”为标志，提倡以赏罚规矩民心。法家先贤商鞅以一己之力助秦国崛起于西方，成为战国七雄之一，韩非对他们的学说加以总结、综合，集法家势、术、法三派思想之大成而倍受秦王推崇。
- 韩非

配音：赵路（天行九歌）
曾师从荀子，后均为法家。韩国红莲公主的兄长。儒家宗师荀子的得意弟子。“聚散流沙”组织的创始人。是卫庄和张良的同窗好友。韩国大将军姬无夜的政敌之一。法家的集大成者，提出“五蠹”和“术以知奸，以刑止刑”。后被李斯陷害入秦狱中，死于阴阳家六魂恐咒。
武器：逆鳞
- 李斯

配音：刘钦（I.1）→游军（I.2-10）→刘钦（II）→符冲（III）
曾师从荀子，后均为法家。处事干练，心思慎密。提出“以江湖对江湖”的计策，诱使卫庄出山对付盖聂。一心辅佐秦王统一天下。

### 兵家
始于千古武圣奇人姜太公，他辅佐周武王伐纣，所著《六韬》流传后世。春秋时，兵家奇才孙武著绝世秘籍《孙子兵法》，以“其疾如风，其徐如林，侵掠如火，不動如山”十六字要诀道出行兵布阵必胜之法，世人尊其为“兵圣”。得兵家者可获扭转乾坤之力，为万人敌。
- 项少羽（項羽）

配音：沈达威（少年）、戴超行（青年）
未來的西楚霸王项羽，長大後名籍，字羽，项氏一族的现任族长，參照#主角。
- 项梁

配音：刘彬（I.1-8）→游军（I.9-10）→刘彬（II）→胡谦（III）
项氏一族的家臣，參照#项氏一族（楚国势力）。
- 范增

配音：苏东生（I-II）→王衡（III）
项氏一族的谋士，洞察敏锐，是不可多得的军事谋略奇才。少羽对其敬重有加，尊称他为“范师傅”、“亚父”。參照#项氏一族（楚国势力）。
- 项燕

參照#项氏一族（楚国势力）。
- 曹咎

配音：邹亮
楚国将领，亡国后一度丧志，后重新振作。參照#项氏一族（楚国势力）。
- 钟离昧

配音：刘以嘉
“风林火山”之风，出身楚国的秦将，穿着银色铠甲，后背弓与箭囊，腰佩宝剑，护腕与内袍皆为蓝色，铠甲有疑似四象灵兽朱雀的标志。射术惊人，可以通过风改动箭的方向。为人正直，勇敢。
武功：追风弧箭
武器：主要使用弓箭。在近身时则用剑
- 英布

配音：张欣
“风林火山”之林，出身楚国的落魄浪人，脸上曾受黥刑，又名黥布。浑身充满戾气，与其相伴的小女孩（涟心）对其的杀戮一向很不满。武器为一对类似斧的兵器，上面分别写着“杀”和“灭”兩字。曾经是楚国赫赫有名的雷豹军团的军团长，以勇猛过人著称，铠甲胸口处有疑似四象灵兽玄武的标志。楚军溃败后，他的人头被帝国悬赏五千两黄金，而後四处躲避，成为流浪武士。
武器：一对鉞
- 龙且

配音：夏磊→赵乾景（动画第五部第24集起）
“风林火山”之火，楚国项氏一族麾下异姓将领之一，腾龙军团首领，红头发少年，接替亡父成为腾龙军团的统帅，穿着一身帅气的铠甲，多数时候戴着头盔，铠甲胸口处有疑似四象灵兽青龙的标志。是项羽的部下兼从小一起长大、情同手足的好兄弟。武艺精湛，骑射优秀，擅长使用长枪。參照#项氏一族（楚国势力）。
武器：槍、劍
- 季布

配音：高其昌
“风林火山”之山，是個信守承诺、劫富济贫的侠盗，出身楚国，曾经是影虎军团的军团长，在江湖上名望颇高，但他的真容却极少人见过，紫色头发，衣着为浅蓝色。玉色发簪似为虎头形状。剑柄及腰带上也有疑似四象灵兽白虎的标志。据说只要他承诺的事，必定会做到，但他做事自有原则，善于偷盗，但只劫为富不仁之人的财宝。曾经有人拿着一千两黄金找他办事，却被拒绝，成语“一诺千金”源于此。爱慕醉梦楼女子涟衣。其轻功身法出色，来去无踪，自成名以来从未失手，各地官衙也曾倾力出动，但一直未能缉拿到案。每次作案，都会有人在现场目睹黄金牡丹的出现，因此江湖上送了他一个“黄金牡丹，花间隐虎”的称号。
武器：剑、黄金牡丹、木弓箭
- 韓信

配音：樊俊航
一身不起眼的布衣隐藏不住他孤傲的内心。虽然出身贫寒却胸怀雄才大略的楚国青年剑客，锐利的眼神中蕴含着与平静外表截然不同的野心和志向，有着与外表不相符的谋略、武功。初登场于动画第四部《万里长城》第17集《潜龙勿用》以及第18集《胯下之辱》，他与一个地痞混混有过对峙（改编自历史上的“胯下之辱”），表现出了他深厚的武功修为。能克服常人不能忍受的痛苦。张良评价其为“一个人要忍耐这样的羞辱，这本身就需要更大的勇气”、“当一个人的心中，有着更高的山峰想要去攀登时，他就不会在意脚下的泥沼 ”。真實身分為“影密卫”的成員。
武器：潜蛟
- 蒙恬

配音：孙晔
蒙骜之孙，蒙武之子，蒙毅之兄，毛筆的改良者，參照#大秦王朝。
武器：槍、劍
- 章邯

配音：刘北辰
继蒙恬之后，又一个备受器重的年轻将领，章邯与蒙家显赫家世不同，他出身神秘，年纪轻轻却武艺高强，由他所率“影密卫”是秦始皇的贴身侍卫队，正如其名，行动快速，杀伐果断，如死神般如影随形，实力可见一斑。參照#大秦王朝。
武器：双剑
- 王翦

配音：邹亮
參照#大秦王朝。
- 晏懿

配音：游军
參照#燕国势力。
- 阿纲

配音：翟巍
參照#燕国势力。
- 阿金

配音：孙晔
參照#燕国势力。
- 阿明

配音：沈达威
參照#燕国势力。
- 姬无夜

配音：樊俊航（Ⅳ）、孟祥龙（动画姐妹篇系列）
韩国大将军，权倾朝野，视韩王为玩物，甚至强娶红莲公主，结果在新婚之夜被卫庄刺杀。
- 白屠

配音：彭博
秦国将军，钟离眛的直属上级，奸诈狡猾，趋炎附势，仗着自己位高权重欺压善民。借助公务之名鱼肉百姓，敲诈勒索已成习惯。後因丢掉了荧惑之石，被指办事不力，被章邯下令明日午時处斩。然而他趁守将不备之际趁机打开囚笼逃跑，章邯决定不要打草惊蛇，派影密卫跟踪其踪迹，章邯认为白屠是支持他的背后势力的一枚丢弃的棋子，但这枚棋子还是有一些利用价值的。
- 李牧

配音：程玉珠
赵国著名名将，即武安君。佩剑为镇岳。因在赵国北部边境，以一人之力抗击十万匈奴难渡雁门关，且曾在漳水战场上使秦国军队无法踏过赵国土地一寸而被誉为“军阵之神”与“猎狼人”。

### 农家
“地泽万物，神农不死；王侯将相，宁有种乎”，农家尊崇上古神农氏，精通五谷之术。历代首领被称为“侠魁”。弟子遍布整个天下，而且游侠隐士辈出，多正直侠义之士，但却行踪莫测，常隐于田野市集之中，不求闻达于诸侯，是当今诸子百家中弟子数量最庞大的一派。农家分六堂——魁隗堂、蚩尤堂、烈山堂、四岳堂、共工堂、神农堂。六堂各不相让。之中以烈山堂主田猛和神农堂主朱家实力最强。
- 刘季（劉邦）

配音：贾邱
未來的漢高祖劉邦，字季，別名劉季，农家六堂之一神农堂的重要弟子，地位比寻常农家弟子高，与堂主朱家以兄弟相称。出身楚国，嘴角永远挂着一丝满不在乎的笑意。看似胸无大志，实则深藏不露，慧眼识人。为人爽快大方、讲义气、心胸宽广、潇洒不羁，人缘特别好，喜欢交朋友，特别是女人缘，对韩信只跟有实力的人交朋友十分欣赏。嗜好赌博，经常光顾司徒万里的四岳赌场，但手气不佳。拥有不错的速度和力量，可徒手对付多个农家弟子。是日後楚漢相爭項羽的競爭對手。
武器：赤霄剑、弩
- 朱家

配音：邹亮
农家六堂之一神农堂的堂主，号称“三心二意”、“千人千面”，每次见人都是一副不同的面孔，消息灵通。与烈山堂堂主田猛互为争夺下一任农家侠魁的最强劲对手。与卫庄的“流沙”组织是旧相识。田猛被杀使六堂势力从暗中角力到公开互相残杀的地步。只要有一方成为侠魁，就可以征集农家上下所有人的力量铲除自己的敌人。所以此次神农令不仅仅关乎谁能成为侠魁，还关乎着谁还能继续活下去的问题。就在此时胜七（陳勝）来访，朱家希望他能帮助自己获得侠魁之位。
- 典庆

配音：彭博
农家六堂之一神农堂一等一的高手，出身魏都大梁的披甲门，身材异常魁梧，可将肉身练作盾甲，刀枪不入，一身横练硬功，曾在战场上连挡十三辆战车正面冲击而毫发无损，被誉为“铜头铁臂，百战无伤”。负责神农堂的防务已有十年未出过错。其至刚的武功是骨妖至柔武功的克星。
- 花影

配音：杨梦露
醉梦楼花魁，有着极其强大的后台。农家神农令一出现，便因不明原因突然出现在东郡。季布之姊姊，身份为神农堂弟子。
- 田猛

配音：许棕哲
农家六堂之一烈山堂的堂主，与神农堂堂主朱家互为争夺下一任农家侠魁的最强劲对手，实力不在胜七（陳勝）之下。在新一届侠魁争夺战前被罗网组织杀手惊鲵挑唆田赐所杀，以挑起农家内战，嫁祸于神农堂与纵横家。死后由田言继任烈山堂堂主。
- 田言

配音：陈奕雯
田猛之养女，烈山堂的大小姐。是魏国王族——“战国四公子”之一信陵君魏无忌和前任惊鲵之女，极有谋略，被田仲称为“农家第一智囊”。因体弱多病，所以喜欢清静。养父死后成为烈山堂堂主，与田虎结成同盟。隐藏身份为秦朝中车府令赵高手下“罗网”组织中的顶尖杀手——惊鲵，隶属“越王八剑”，位列天级一等，深受赵高信任，实力之强，深不可测，不在当年玄翦之下，加入罗网原因不明。受到赵高命令后，指使田赐用惊鲵剑杀害了田猛，继任烈山堂堂主。凭借自己的布局设计一步步走向侠魁之位。
武功：察言观色之功
武器：惊鲵
- 田賜

配音：梁达伟
田猛之子，田言之弟，是执掌剑谱上第五名剑的农家第一高手。因为在战斗中很容易暴走，田猛生前严令禁止田赐参加烈山堂事务。遇害后，继任烈山堂堂主之位的田言也不希望田赐牵涉进农家事务中。武功远在田虎等人之上， 是农家唯一一个双手剑客。身材胖硕，心智痴呆，有着孩童般的心性，不会很好说话但却有很高的武功。
武器：干将、莫邪
- 梅三娘

配音：穆雪婷
魏国人，一身铁布衫横练功夫，视刀枪箭矢如朽木，与典庆同出师门，披甲门的嫡系传人。现隶属于烈山堂。
武器：弯镰
- 哑奴

隶属于农家烈山堂。深藏不露的一位哑者，加入烈山堂前是江湖上闻风丧胆的杀手。手里的短剑将帝国士兵一一断喉，之后与钟离眛大战几个回合，被“追风弧箭”一箭擦伤腹部处于劣势。正在此时，农家蚩尤堂堂主田虎与共工堂总管金先生赶到，田虎让手脚偏慢的哑奴退下。
武器：双匕首
- 田虎

配音：于飞
农家六堂之一蚩尤堂的堂主，右眼被田赐刺瞎而失明，性烈如火，誓为死于非命的大哥田猛报仇。为人冲动，一见到田猛尸身便断定是出现在现场又急忙逃走的盖聂、卫庄所为，欲集农家上下之力杀死二人。共工堂堂主田仲作为烈山堂的盟友，及时提醒田虎，当前集农家之力一事并不可行，因为农家内战已经开始，盖聂、卫庄极有可能就是受神农堂堂主朱家所托来刺杀田猛的。田虎最终采纳田仲的提议，先号令烈山堂抢在朱家之前夺取荧惑之石残片，并请出号称农家第一智囊的田言出山，为了让田虎成为新任农家侠魁，再来集结六堂为田猛报仇。拥有深厚内力的内功，能只凭内力就将钟离眛的“追风弧箭”隔空扭曲并化为齑粉。
武功：虎魄剑法
武器：虎魄
- 骨妖

农家六堂之一蚩尤堂的高手，趙國人，天生骨骼與常人迥異，加上後天修練，有一身陰柔無骨、肝腸寸斷的絕技，早年間做獨行殺手的買賣，趙國被滅後加入農家，性格乖癖、嗜殺冷血，是蚩尤堂下手上沾血最多的一個。
- 田仲

配音：刘垚
农家六堂之一共工堂的堂主，带领共工堂与烈山堂同进共退。为人理智、有心机。原名朱仲，本是朱家的义子，因受田蜜诱惑而背叛朱家，改变姓氏加入田氏一族。已於滄海橫流25集遭韓信一擊斃命
武功：春寒断掌
- 吳曠（吴广，化名金先生）

配音：张欣（金先生）；彭博（吳曠）
本名吳曠，农家六堂之一共工堂的总管，一双手遒劲有力，虎口生茧，食指与拇指骨节突出，剑气杀意十分强烈。是個使剑高手。共工堂堂主田仲对他较为尊敬。整体实力远强于哑奴，不费吹灰之力，几招就将钟离昧砍倒在地，并在田虎的授意下又在钟离昧的腹部捅了一刀。钟离昧重伤倒在血泊中，不省人事。后与田虎一起来到对付胜七，因放跑了胜七而被田虎大发雷霆欲将之杀死赔罪，田仲赶忙为他求情。在田仲求情下田虎放弃了杀金先生的念头，并要他用自己的本事帮自己当上侠魁就是自己的兄弟，金先生称投身农家只求名利，卖命而已。据逍遥子所说，金先生本是要杀死钟离昧的，但却意外地错过了心肺要害。
- 韓信

配音：樊俊航
隶属于农家六堂之一共工堂的弟子，但暗中收刘季（刘邦）的钱，为神农堂做事，武功高強，個性隱忍。真實身分為“影密卫”的成員。所背的剑名為“潜蛟”，为铜色有六个爪。參照#兵家。
- 田蜜

配音：杨梦露
农家六堂之一魁隗堂的堂主，是一个左右逢源、摇摆不定的成熟女子。与胜七关系特殊。烈山堂堂主田猛的女儿田言也是因此而推断她定会与田虎联手。並主动联络田言商讨争夺侠魁的相关事宜。
能力：雾里看花之术
- 胜七（陳勝）

配音：王衡（III）→袁国庆（Ⅳ-）
本名陳勝，原隶属于农家六堂之一魁隗堂，传说从炼狱而来的男子“黑剑士”，江湖见其人如见鬼神，多次被七国捕获，关入死牢，却总能逃脱而出冷血、残忍，将打败所有强者作为人生目标，七国之内败亡在他手下的剑客数不胜数，其佩剑巨阙也从剑谱两百名外排到第十一。被李斯从秦狱中放出，以追杀盖聂，后被赵高以一名被扣押的弟弟威逼加入罗网。与朱家关系密切。
武器：巨阙
- 司徒万里

配音：王肖兵；陈兆雄（天行九歌）
农家六堂之一四岳堂的堂主，与神农堂众人是以兄弟相称的好友，开设的四岳赌场日进万金。曾是韩国潜龙堂老板。
- 田光

配音：郭易峰
燕国有名的节侠，智勇双全，为燕太子丹谋划刺杀秦王一事。真实身份是农家侠魁，效忠于楚昌平君。

### 名家
以善于辩论，善于语言分析而著称。开山前辈惠子本是与孔孟、老庄、墨子等大派齐名的人物，但名家这些年一路传下来，路越走越偏门，弟子也越来越少了。
- 公孙玲珑

配音：张安琪（III）→丁少丹（Ⅳ-）
公孙龙后人，身形庞硕却能言善辩的名家继承人，对自己的样貌甚自信。随李斯到桑海，与儒家的子明辩合失败并因此苦恼。单恋张良，也使得对方颇为苦恼。

### 醫家
在纷纷乱世，医者是天下众生的守护人。但是医者的医术可以救活天下所有的人.却救不了自己——这是医者的宿命。 所以为了传承救世绝学，医者都教育弟子们远离纷争、远离恩仇。“医仙”端木蓉曾立下“三不救”（秦国之人不救；姓盖之人不救；因逞凶斗狠比剑受伤者不救），但对于为救助他人而受伤的人还是会救助。
- 念端

配音：洪海天（II）→李晔（III）
端木蓉师傅，二人关系亦师亦母，已逝。武器为银针，后秘传给端木蓉。
- 端木蓉

配音：李敏妍（I.3-4）→洪海天（I.5-10）→李敏妍（II-）
參照#墨家门人。

### 道家
起源于远古的隐士传统。创始人老子于函谷闭关著旷世之作《道德经》，主张以自身修炼达到万物融合的至高境界。三百年前，道家因对“道”的理解不同，分裂为天宗和人宗，之后一直争斗不休。“天”、“人”二宗分裂之后，争夺的焦点便是祖师传下的原先世代相传的镇门之剑“雪霁”。双方约定每五年比试一次，胜者即可执掌“雪霁”。
- 赤松子

晓梦前一任的道家天宗掌门，虽年逾七旬，但修为已接近天人合一的境界，已经连续三轮执掌“雪霁”，但最终败给道家人宗掌门逍遥子，失去“雪霁”，并于第二年去世。赤松子去世后，由师妹晓梦接任道家天宗掌门。
武器：雪霁
- 晓梦

配音：陈奕雯
道家“天宗”大师，接替去世的赤松子担任天宗掌门。18岁年轻女子，无“讨厌”和“喜欢”的区分，不认同他人把生死看得太重。其拥有排名第九的‘秋骊剑’，据传威力在道家镇派之剑‘雪霁’之上。
武功：和光同尘、万川秋水、心若止水、天地失色
武器：秋骊
- 逍遥子

配音：胡谦（动画第3部） 、海帆（除以上外全版本）
道家“人宗”掌门，仙风道骨，行踪飘忽，神龙见首不见尾，三十岁前有关中第一豪侠美誉。
武器：雪霁
- 木虚子

配音：彭博
人宗长老，叛徒，欲投秦，却因办事不力以及说出晓梦忌讳的词语，被晓梦杀死。
- 北冥子

道家“天宗”掌门晓梦的师傅。晓梦在只有八岁时，就击败了道家天宗除掌门赤松子以外的六位天宗长老，因此被已五十年不收徒的北冥子录为关门弟子。
- 小灵

配音：李正翔
页游特别篇男主角。道家天宗男弟子，为寻妹妹小衣（疑为少司命，但阴阳家左护法星魂对小灵說小衣在五年前已死）而潜入阴阳家水部五年。事迹败露后自愿被同为阴阳家资质最高弟子五灵玄同的一名木部女弟子（后晋升为少司命）处决，后事不详。
- 清玄

配音：徐翔
道家人宗弟子。原著名青玄、本名魏无伤，曾用埙吹了一首魏国的曲子让晓梦想起了自己的过往。因盗取秘籍，被削发逐出师门，头顶有刺字 。
武功：万川秋水

## 其他势力

### 项氏一族（楚国势力）
- 项梁

配音：刘彬（I.1-8）→游军（I.9-10）→刘彬（II）→胡谦（III）
少羽（項羽）叔父。楚国大将项燕之子。为人生性豪放，骁勇善战。楚灭后他凭借昔日在吴中的威望，广纳贤士、暗中招兵买马、训练子弟，为日后项家举事、成就霸业奠定了至关重要的基础。
- 范增

配音：苏东生（I-II）→王衡（III）
老年，男性，少羽（項羽）的亚父，对其管束极其严厉，性格坚强，不怒而威。自幼师承兵家，熟读兵书，曾立志要有一番大作为。是少羽兵法上的启蒙老师，也是日后协助项羽成就霸王之业的重要谋士，对项家忠心耿耿。为人老谋深算、审时度势、洞察敏锐，可说是秦末不可多得的军事谋略奇才。少羽对其敬重有加。
- 项某

少羽（項羽）之父，楚将。名不详。历史上则存在“项荣”、“项渠”、“项超”等不同说法，被秦兵杀害。
- 项燕

项梁之父，少羽（項羽）的祖父，楚将。被王翦杀害。
- 龙且

配音：夏磊→赵乾景（动画第五部第24集起）
龙且是楚汉争霸时项羽手下的第一猛将，自幼与项羽一同长大，情同手足同样是一位霸气美少年，秦时明月第四部出场，现为腾龙军团首领，主要讲述与项少羽的成长故事，后在少羽授意下，前往各地召集楚国势力。
- 曹咎

配音：邹亮
楚国将领，亡国后沦为奴役，丧失志气。某一日，曹咎一度为了能过得好点，而狠心按秦国军官的命令，鞭打旧部下，被旧部下们鄙弃。後遇见了被秦军活捉的楚国腾龙军团首领龙且。在龙且的话语下，终于重新燃起鬥志，救下龙且，并与昔日战友、部下们走上抗秦之路，被旧部下们重新接受。

### 大秦王朝
定都咸阳。王室成员嬴姓。秦王政灭六国（齐、楚、燕、赵、魏、韩）后，建立秦朝，称“秦始皇”。
- 秦始皇

配音：游军（I.1）→谢添天（I.2-II）→翟巍（III）
中国第一个统一天下的皇帝，史称“始皇帝”。自从十三岁即位后，二十二岁举行成年冠礼后，他以卫鞅，韩非的法家学说为主，又兼采阴阳家和儒家学说帮助自己行政，开始了他野心勃勃，兼并六国一统天下的征服之旅。身材不高，颇有气度，善用各国能人作为秦国的重臣，赏罚分明，对有功者奖赏优厚慷慨，对违法者极度残忍严酷。秦王是殘虹第二個使用者，佩剑为排名第一的天问。
- 扶苏

配音：倪蔚佳
秦始皇长子，嬴姓，名扶苏。是秦朝统治者中具有政治远见的人物，在赶路的路上被山贼盯上，偶然路过的天明和荀子帮其解围，他恩怨分明，即使没有被告知恩人的姓名仍对恩人怀有知恩图报之心。
- 胡亥

配音：王心语
秦始皇十八世子，嬴姓，名胡亥。公子扶苏庶弟，与罗网首领赵高关系颇为密切。机敏过人，不在扶苏之下，深得其父皇喜爱，是扶苏继承皇位的主要竞争对手。盖聂在咸阳时曾与胡亥有过数面之缘，认为胡亥看似天真烂漫，但眼中颇有城府，让人有一种其心难测的森冷感觉。在赵高的训练下，拥有着与年龄不相符的内力。
- 赵高

配音：谢添天
秦始皇面前的大红人。善于在始皇面前阿谀奉承，导致权力逐渐变大，为他后来篡改遗诏、扶立庸主、当上丞相埋下了基础。领导刺客团“罗网”，其核心杀手为“六剑奴”真刚、断水、乱神、转魄、灭魂、魍魉。
- 李斯

配音：刘钦（I.1）→游军（I.2-10）→刘钦（II）→符冲（III）
秦国宰相，法家传人。处事干练，心思慎密。提出“以江湖对江湖”的计策，诱使卫庄出山对付盖聂。一心辅佐秦王统一天下。
- 蒙恬

配音：孙晔
蒙家出类拔萃的年轻武将，兵家，智勇双全，十七岁成名，屡获战功，个性张扬，喜欢夸张华丽的排场，手下的嫡系卫队都是清一色的红色盔甲，称为黄金火骑军。他南征北战，名震中原，深得秦始皇的重用。第3部諸子百家第2集正式出場，對项燕之孙少羽（项羽）非常英勇善战感到刮目相看。
- 章邯

配音：刘北辰
手持双剑、骁勇善战的武将。蜃楼起航前夕带领“影密卫”们来到桑海，接替北抗匈奴的蒙恬。
- 王翦

配音：邹亮
属兵家，秦代杰出的军事家，是继白起之后秦国的又一位名将。与其子王贲在辅助秦始皇统一六国的战争中立有大功，除韩之外，其余五国均为王翦父子所灭。少羽的祖父项燕也是被他斩的（一说项燕自杀）。
- 楚南公

配音：刘鹏
楚国流亡贵族，男性，名号楚南公。昔日楚国第一贤者，楚亡国之时曾说过：“楚虽三户，亡秦必楚”这般的豪言壮语。然而如今，他竟摇身一变，俨然成了李斯的门客。
- 丽姬

配音：冯骏骅（II）
墨家游侠荆轲的青梅竹马，后心生愛慕結為夫妻，男主角荆天明的母亲，美貌倾城。因美貌被秦王政爱慕并强行俘虏，而当时已身怀荆轲之子——荆天明。在生下天明后因不明原因身亡。

### 燕国势力
- 燕太子丹（燕丹）

配音：苏东生
高月的父亲，燕国太子。由于荆轲刺杀秦王政失败，当时的燕王——燕国末代国王燕王喜（姬喜）便把所有的责任推到燕太子丹身上，导致燕太子丹与燕太子妃以及高月背井离乡，在燕国外过着危险逃亡的生活，另一身份为墨家上任巨子，把墨眉、畢生功力和墨家巨子身份傳給天明後，死在機關城。
- 燕太子妃（绯烟）

配音：冯骏骅（截至动画第5部第3集） →唐夙凌（动画第5部第28集起）
高月的母后，燕太子丹的妃子，生死未知，但很大可能上没死。最后出场是在《秦时明月之诸子百家——启动青龙》燕太子丹临死时回忆中。第5部君臨天下第28集正式出場。
- 雁春君

配音：王衡
燕王喜的弟弟（片中错写为叔叔）。十分注重自己的仪表风度，讲究极其奢华富贵的排场，素来都已自己的权势和地位为所欲为。非常横行霸道，传说得罪过他的人都没有好下场，连高渐离也被他的手下绝影揍过。爱慕雪女的美貌，曾送给雪女一对手镯。最后死于雪女的“凌波飞燕”。
- 晏懿

配音：游军
燕国将领。奸诈狡猾，仗着自己位高权重欺压善民。性格轻佻傲慢，欺软怕硬。
- 绝影

雁春君手下第一高手，对雁春君忠心不二，专门负责帮雁春君杀人。速度极快，高渐离也被他伤过，然而最终被高渐离杀死。
- 阿纲

配音：翟巍
当年大铁锤还是燕国下级军官时，跟随大铁锤一起出生入死的兄弟。虽然表面貌似散漫不羁，言语中也常常流露出对燕国统治者的不信任以及对未来的迷茫，然而内心却深深信赖着他的铁大哥，并决心要誓死追随大铁锤。最终被晏懿抓住，被蒙恬所杀。
- 阿金

配音：孙晔
燕国士兵，曾被大铁锤救过。
- 阿明

配音：沈达威
燕国士兵，曾被大铁锤救过，最终被秦兵所杀。

### 聚散流沙
“术以知奸，以刑止刑。聚散流沙，生死无踪”，流沙分为“聚散流沙”和“逆流沙”。“聚散流沙”（可直接简称“流沙”）由韩非创立，以达“术以知奸，以刑止刑”的目的，组织内杀手武艺高超。韩非死后，卫庄成为首领并调查韩非死因。而“逆流沙”是卫庄麾下的一支黑暗中的部队，专门负责一些难度超绝，极度隐秘的暗杀任务，是组织中非常可怕的力量。卫庄为打败盖聂而与秦国合作，一日之内攻下墨家机关城。后来到桑海，在张良的劝说下，暗中与反秦联盟达成暂时的利益合作关系。
- 白凤凰

配音：邹亮（I）→谢添天（II）→蒋可（III）
是卫庄手下四天王之首。又称作“白凤”。沉默，神秘的美男子。时常驾驭着白色的巨鸟在天空飞过，轻功卓越，能够借助羽毛在空中翱翔。
武器：羽毛；羽刃
- 赤练（红莲公主）

配音：洪海天（I.1）→黄笑嬿（I.2-3）→洪海天（I.4-）
卫庄手下四天王之一。原为韩国公主，封号“红莲”。妩媚妖娆的她精通各类毒术，可以控制各类毒蛇，而她的性感往往比毒药更加危险，她的魅惑术可以迷惑看见她双瞳的人，使之产生幻觉。
武器：链蛇软剑
- 无双

是卫庄手下四天王之一。又称作“无双鬼”。一丈多高的巨人，凶狠残暴，形状恐怖，天生怪力，皮肤坚硬如盔甲，寻常刀剑无法伤及。第一季《百步飞剑》中被盖聂杀死，在第二季《夜尽天明》中被公输仇改造为机关人。后被大铁锤打成重伤，随即被卫庄抛弃。后遇到墨家巨子荆天明，成为天明的朋友，并被天明修复。
- 苍狼王

配音：苏东生（I）→刘钦（II）
卫庄手下四天王之一。一身黑衣，性情孤僻凶残，狂野坚忍，与狼共居，喜欢在黑夜里行动。始终戴着半截面具，拥有和狼一样的夜视能力。他曾经为韩王效命，韩国灭亡后神秘失踪，之后加入了卫庄的刺客团。他憎恶人类，只和狼群亲近，认为狼是唯一的朋友。武器是狼牙青铜爪。在第二部第7集中被高渐离杀死在机关城。
- 隐蝠

配音：邹亮
真实年龄不明，原是蛮疆土人，后被父母抛弃山林，流离与乱世，十年来一直隐居南疆修习蝠血术。蝠血术是一种南疆秘传杀人术，修炼时需将蝠血注入体内运转至周身经脉各处。隐蝠这十年来每天与南疆矛头血蝠生活在地穴之中，如今已是个半人半蝠的怪物。在第三部机关城之役中曾被上任巨子重创，但未死。
- 黑麒麟

又称作“墨玉麒麟”、“麟儿”。迷一样的人物。作为韩国刺客团的第一杀手，卫庄对他的赏识几乎无以复加，曾誉其为“天下第一杀手”。他无形无相，却可幻化众生。精通易容术，模仿人的声音、招数都极像，几乎无人能察觉，接受命令潜伏在墨家机关城，投下鸩羽千夜，就是在他的帮助下，卫庄轻易地攻破了机关城。在第二季《夜尽天明》最後，易容成天明刺傷盖聂。
武器：麒麟刺
- 紫女

配音：黄莺
韩国风月之地紫兰轩之主，紫发紫衣的神秘女子，其真实姓名无人知晓。对“流沙”组织首领卫庄有着非常重要的意义。冶炼之术独步天下，能够提炼神奇的水消金。姐妹篇作为主要角色。
武器：链蛇软剑

### 罗网
“天罗地网，无孔不入”，最庞大同时也是最可怕的神秘组织。其核心杀手是六剑奴。六剑奴都忘却了自己的名字，从他们拿到赵高送给他们的上古利刃的那一刻起，他将只有一个名字，那就是那把利剑的名字。罗网组织在七国之内，编织着一张无形的巨网，大量吸收亡命死囚，流浪剑客，加以残酷血腥的训练。将他们培养成致命的一根根毒刺，如同一只只潜伏在大秦帝国阴影中的蜘蛛，时刻守候着落入网中的猎物。
- 赵高

配音：谢添天
罗网刺客团的首领，身边常跟六剑奴。表面忠于大秦，对秦相李斯毕恭毕敬，实则城府极深，抱着自己不为人知的目的。參照#大秦王朝。
- 惊鲵（田言）

秦朝中车府令赵高手下“罗网”组织中的杀手，隶属“越王八剑”，位列天级一等，深受赵高信任。惊鲵是赵高送的名剑之名。參照#农家。
- 掩日

面對章邯時曾經出現曉夢、逍遙子、田光之面容極大可能為三人中一人
- 真刚

配音：樊俊航
赵高最得力的手下，“六剑奴”中的领导人物，佩剑“真刚”，剑术刚猛，擅长正面直击，一招之内消灭目标有生力量。本名不详，以剑为名，他是单刀直入，刚猛的剑术代表，尽量精干和利落，面罩上的蜘蛛，给他带来肃杀的感觉。属于杀戮者。刚猛无敌，摧枯拉朽，足以吸引敌人注意力。
- 断水

“六剑奴”之一。本名不详，以赵高送的名剑为名。达到了心眼境界的蒙眼老者，六剑奴中最深不可测的一个，佩剑“断水”，谋定后动的计划制定者，擅长隐形技能，能取人性命于无形。风烛残年的死士，蒙眼的设计代表看空一切，也意味着放弃视觉，已臻化境的听觉感官，蜘蛛位置放置在右胸部分。属于隐者。他的气息完全被掩盖，隐者多虑，或者只是在等待一剑封喉的最好时机。
- 乱神

配音：樊俊航
“六剑奴”之一。本名不详，以赵高送的名剑为名。正如他的佩剑“乱神”那样周身透射着邪气的男人，他嗜血残忍，不屑于遵守人类的任何法则，可以为达目的不择手段，被这样的杀手盯上，怎么个死法都不会是种意外。他是邪恶人物中的翘楚，除了残酷，也异常的阴险，对任何人来说，与他为敌都是一个绝望的选择，面罩上刻着蜘蛛痕迹。属于助战者。就算挡得住杀戮者的第一轮，也应付不了这蛮横的第二波。
- 魍魉

配音：陈昊天
“六剑奴”之一。本名不详，以赵高送的名剑为名。佩双剑“魍”、“魉”的少年剑客，擅长轻功，剑法轻灵快速。为人落拓不羁，成为杀手也不过是为了游戏人生。还残存一丝少年之心，他只是追求不断膨胀的力量，也是六人中比较容易流露出人性的角色，但是他的武功轻巧洗练，双剑之下，绝无破绽，蜘蛛网纹出现在手臂。属于投机者。鬼魅般边路旁敲侧击，防不胜防，左右了战局胜负。
- 转魄、灭魂

“六剑奴”之一。本名不详，以赵高送的名剑为名。双胞胎姐妹，佩剑分别为“转魄”、“灭魂”，因其相差无二的样貌，擅长迷惑、牵制敌人，目标往往在还没有搞明白状况之前就已遭其暗算。外形容易迷惑敌人，虽然是女孩，但是下手狠辣，设计意图上有点女忍者的残酷味道，腹部的蜘蛛纹显得很诡异。六剑奴中属于羁绊者。她们是麻烦制造者，胜在心意相通，攻击成双，最重要的还是在为助战者铺平道路。
- 绝影

配音：苏东生（I）→刘钦（II）
參照#燕国势力。
- 胜七（陈胜）

配音：王衡（III）→袁国庆（Ⅳ-）
參照#农家。

### 公输家
“墨家机关，木石走路，青铜开口，要问公输”，公输家族始创于鲁班。与墨家一样，同样也是以精通机关术扬名天下。三百多年来，一直与墨家争斗。墨家的非攻机关术一直以非攻兼爱为宗旨，反对战争，捍卫和平。而公输家族的霸道机关术一旦介入，就是意味着战争。
- 公输仇

配音：李立群（II）→王衡（III）
公输家掌门人，鲁班后人，擅长霸道机关术。

## 其他人物
- 弄玉

配音：洪海天
紫兰轩当家紫女的的掌上明珠。琴艺超然，可引百鸟。身怀绝技，一生命运坎坷。是“流沙”四天王之首白凤年少时第一次心动的对象。后执行红莲公主的计划前去刺杀韩国大将军姬无夜，失败服毒自尽。
武器：特制的铜玉簪
- 花影

配音：杨梦露
醉梦楼花魁，有着极其强大的后台。农家神农令一出现，便因不明原因突然出现在东郡。季布之姊姊，身份为神农堂弟子。
- 涟衣

配音：唐夙凌
本名“芈涟”，纸醉金迷之地“醉梦楼”中的女子，身世坎坷，被季布理解并爱慕。出身楚国，自幼在秦国长大。原是末代楚王昌平君之女，为楚国长公主。花容月貌，精通楚舞，舞态生风。楚国灭亡后，化名涟衣，藏身东郡的风月之地醉梦楼中，醉梦楼表面为东郡纸醉金迷的风月之地，实为朱家手下的据点，用于打探情报。妹妹為涟心。
- 涟心

配音：胡婷婷
末代楚王昌平君的次女，为楚国公主，涟衣（芈涟）的妹妹，是英布奉昌平君的夫人遗命而舍命照顾的重要人物。
- 赵甫

配音：邹亮
咸阳当地的巨富，为富不仁，搜刮民膏民脂。其兄是帝国军械坊的武库令赵部。季布抢了他心爱的夜明珠但却还给了他，疑似此人与其兄在昌平君余党清剿案的活动中有关联。
- 孟姜

配音：胡婷婷
因荧惑之石事件而逃难的东郡村民之一，懂医术的年轻女子。心地善良，知恩图报，救助了奄奄一息的钟离眛。
- 吕不韦

配音：王肖兵
战国末期秦相，秦国实际掌权者。
- 张开地

配音：程玉珠
张良祖父，家族“五世相韩”。尽心尽职但顽固守旧，姬无夜的主要政敌。

## 非中原地区

### 蜀山
非常古老、隐秘、强大、奇特的西方巫族，而且与阴阳家也有着很深的渊源。在动画第3部的背景若干个月前被蒙恬征灭，但仍有包括小虞等人在内的残余势力在桑海等地活动。
- 小虞

配音：洪海天
即石蘭，參照#主角。
- 虞子期

配音：刘以嘉
原是蜀山的一个技艺高超的高手，是个阳光开朗的温暖少年，和妹妹小虞（石兰）同为虞渊护卫之一。在秦国攻克蜀山后，前去桑海的蜃楼上打探情报，却在云霄阁被阴阳家长老云中君发现被活捉，并强行改造成武功强大但没有思想与记忆的药人。活捉少羽和小虞之後，徐福命虞子期将五颗御鬼丹给少羽（項羽）吞下，欲将少羽也制成药人。然而自己强行抵抗住御鬼丹的药效，悄悄将一枚真人丹混入其中一并给項羽服下，不但没被控制，反而变得更加厉害。他曾在炼丹房偷了一枚真人丹，原为自保，但中毒太深，于是看到項羽后决定将真人丹给他服下，希望能代替自己救出小虞。項羽答应之后将难以控制自己的虞子期击昏，与徐福及其他的药人们展开决战。

### 狼族（匈奴）
- 头曼

配音：郭易峰
秦朝北方狼族的单于，无惧于恶战。初登場是在第四部第37集率领狼族入侵华夏，夺得秦朝北地一城。第五部第26集秦将蒙恬率领秦国最精锐黄金火骑兵前来攻城，对单于称自己只以十人之力就可在半个时辰内攻破头曼的城墙，如若失败就在城下自刎，如果胜利就要头曼割下一只耳朵给蒙恬，并带着狼族滚出秦国国界。打赌输后被蒙恬射穿一只耳朵。
- 胡姬

配音：黄莺→陶典
秦朝北地狼族的妖艳女子，头曼单于的爱姬。性格、着装开放，内心阴险而有城府。与秦国的“罗网”组织有暗中交易，对扶苏、蒙恬等不利。与秦始皇十八世子胡亥一样有着异色瞳，也是右眼金珀、左眼冰蓝。
- 诺敏

配音：胡婷婷
与“月狼之裔”相关，出身并不单纯，背后有狼族奴隶的标记，作为狼族的女杀手对扶苏施下致命的狼毒。蒙恬带兵来到被狼族占领的一座城下，用油火之势攻击城墙。自负的头曼单于并未立即灭火，反而任其蔓延。就在头曼以为蒙恬无计可施之时，蒙恬命人用水扑灭大火，并用箭射向城墙，石头城墙随即因热胀冷缩的缘故轰然倒塌。秦军攻入城内。此时出现与蒙恬大战几个回合，并趁机救走头曼。
武器：一对淬有剧毒的环刃

### 西域
- 克里昂

配音：邹亮
来自西域异族，手持盾牌、長矛的将领，率領西域奇兵利用奇阵使黄金火骑兵死伤无数。並与蒙恬大战数回合，尽管援兵赶到，但在不清楚敌人身份的情况下，蒙恬决定带兵撤退。而克里昂未随军追击，全速后退。与狼族合作侵略秦国北境。
武器：盾牌、長矛、剑

### 南疆
- 隐蝠

配音：邹亮
參照#聚散流沙。

## 外部連結
- （简体中文）《秦时明月》动画官方网站
- （简体中文）秦时明月之君臨天下首頁-4399秦时明月 （页面存档备份，存于）